# Teresa-Bulgarini-Preis
Der Teresa-Bulgarini-Preis für zeitgenössische Kunst ist der 2007 verstorbenen Wiener Galeristin Teresa Hohenlohe, geb. Bulgarini, zuletzt verehelichte Seilern gewidmet.
Initiator und Hauptsponsor des Kunstpreises, der seit 2008 jährlich vergeben wird, ist der Salzburger Galerist Nikolaus Ruzicska. Weitere Förderer sind die Eltern der Verstorbenen, Alceo und Maya Bulgarini d’Elci, sowie eine Persönlichkeit, die anonym bleiben möchte.
Die Auszeichnung für Künstler und Künstlerinnen aus dem deutschsprachigen Raum bis zu einem Alter von 49 Jahren ist mit einem Preisgeld von 15.000 Euro verbunden – damit zählt der Preis zu den höchstdotierten Österreichs. Zusätzlich erhält die Preisträgerin/der Preisträger eine Skulptur, die 2008 vom britischen Objektkünstler Gary Webb entworfen wurde. Seit 2009 wird sie vom österreichischen Künstler Manfred Erjautz gestaltet.

## Preisträger
- 2008 Die aus Tirol stammende Künstlerin Carola Dertnig, die „in über 20 Jahren ein umfassendes Werk von der Zeichnung, Malerei, Skulptur, Installation und Video bis hin zur Performance geschaffen hat“, so die Jury.[1]
- 2009 Die aus Leipzig stammende Christiane Baumgartner, für ihre Holzschnitte, die Begriffe wie Zeit, Bewegung, Geschwindigkeit und Beschleunigung thematisieren. „Ihre Gegenstände sind Kraftmaschinen“, so die Jury.[2]
- 2010 Der aus Velden /Vils in Bayern stammende Michael Sailstorfer erweitert die zeitgenössische Skulptur um die Elemente Sound, Geruch, Licht und Performance und lotet so mit spielerischer Leichtigkeit die Grenzen des traditionellen Skulpturenbegriffs aus.[3]
- 2012 Florian Pumhösl, Laudatio Karola Kraus (Direktorin MUMOK Wien)[4]

## Jury
Das Auswahlgremium bringt auch die Nominierungen ein.
- 2008 Nikolaus Ruzicska (Vorsitz), Sabine Breitwieser, Philipp Hauss, Agnes Husslein-Arco, Petar Petrov, Stella Rollig, Bettina Steigenberger
- 2009 Nikolaus Ruzicska (Vorsitz), Sascha Goetzel, Max Hollein, Stefan Koldehoff, Thomas Oberender, Bettina Leitgeb
- 2010 Nikolaus Ruzicska (Vorsitz), Bice Curiger, Yilmaz Dziewior, Anne Katrin Feßler, Christiane Meyer-Stoll, Bettina Leitgeb, Nicolas Stemann